# Nicole Murgia
Nicole Murgia (Roma, 22 de febrero de 1993) es una actriz italiana.

## Biografía
Nicole Murgia nació el 22 de febrero de 1993 en Roma, es de origen sardo: su padre, Francesco Murgia, es originario de Monti, un pueblo de la provincia de Sassari, se mudó a la capital para trabajar en el Banco. Además, es la hermana mayor del futbolista profesional Alessandro Murgia.

## Carrera
Nicole Murgia debutó como actriz infantil en 2001 con el papel de Lalla en la segunda temporada de la serie Don Matteo. Al año siguiente, en 2002, protagonizó la película Nemmeno in un sogno dirigida por Gianluca Greco. En 2003 interpretó el papel de Stella Attico en la miniserie Doppio aggugato y el de Laura en la película Ricordami di me dirigida por Gabriele Muccino. En el mismo año formó parte del elenco de la cuarta temporada de la serie Distretto di Polizia, en el papel de Cristina.
En 2004 interpretó el papel de Camilla en la miniserie Rivoglio i miei figli. En 2006 y 2007 formó parte del elenco de la serie Nati ieri, donde interpretó el papel de Martina, la hija de Barbara Rizzo. En 2005 interpretó el papel de Sara en la película Nessun messaggio in segreteria dirigida por Luca Miniero y Paolo Genovese. En 2008 interpretó el papel de Valentina Buonocore en la película Un día perfecto dirigida por Ferzan Özpetek.
Alcanzó mayor popularidad con la serie Tutti pazzi per amore, emitida en Rai 1 entre 2008 y 2011, en la que interpretó el papel de Cristina Giorgi, la hija de Paolo Giorgi (interpretado por Emilio Solfrizzi).
En 2010, además de regresar a Rai 1 con la segunda temporada de la serie Tutti pazzi per amore, volvió a la gran pantalla con el papel de Valentina Manfredi en la película Le ultime 56 ore, dirigida por Claudio Fragasso. El 24 de julio del mismo año fue galardonada con el Gran Premio Corallo Città di Alguer, por su interpretación de Cristina Giorgi en la segunda temporada de la serie Tutti pazzi per amore. En enero de 2012 debutó en el teatro con el espectáculo Occidente solitario con Filippo Nigro y Claudio Santamaria, en el teatro della Pergola de Florencia.
En 2011 interpretó el papel de Carlotta en la película Una cella in due dirigida por Nicola Barnaba. En el mismo año protagonizó el episodio Trick Or Tuber$ - Parte II de la serie web Youtuber$. En 2013 recibió el Oscar a la juventud en el Capitolio.
En 2022 interpretó el papel de Luna en la comedia televisiva Din Don-Bianco Natale dirigida por Paolo Geremei y donde actuó junto a Enzo Salvi y Maurizio Mattioli.
De diciembre de 2022 a marzo de 2023 participó como competidor en la séptima edición de Grande Fratello VIP, retransmitida por Canale 5 con la conducción de Alfonso Signorini.

## Vida personal
Nicole Murgia el 23 de diciembre de 2015 se casó con el futbolista italiano Andrea Bertolacci, tras cuatro años de noviazgo. Del matrimonio nacieron dos hijos: Matías, nacido el 13 de enero de 2017 y Lucas, nacido el 8 de febrero de 2019. En 2022, la pareja anunció su ruptura por problemas personales.

## Filmografía

### Cine
| Año  | Título                         | Personaje          | Director                      |
| ---- | ------------------------------ | ------------------ | ----------------------------- |
| 2002 | Nemmeno in un sogno            | Sofia              | Gianluca Greco                |
| 2003 | Ricordami di me                | Laura              | Gabriele Muccino              |
| 2005 | Nessun messaggio in segreteria | Sara               | Luca Miniero y Paolo Genovese |
| 2008 | Un giorno perfetto             | Valentina          | Ferzan Özpetek                |
| 2010 | Le ultime 56 ore               | Valentina Manfredi | Claudio Fragasso              |
| 2011 | Una cella in due               | Carlotta           | Nicola Barnaba                |

### Televisión
| Año       | Título                  | Personaje       | Cadeña   | Cadeña   | Episodios    | Notas                                                                        |
| --------- | ----------------------- | --------------- | -------- | -------- | ------------ | ---------------------------------------------------------------------------- |
| 2001      | Don Matteo 2            | Lalla           | Rai 1    | Rai 1    | 2 episodios  | Serie de televisión                                                          |
| 2003      | Doppio agguato          | Stella Attico   | Canale 5 | Canale 5 | 2 episodios  | Miniserie de televisión dirigida por Renato De Maria                         |
| 2003      | Distretto di Polizia 4  | Cristina        | Canale 5 | Canale 5 | 2 episodios  | Serie de televisión dirigida por Riccardo Mosca y Monica Vullo               |
| 2004      | Rivoglio i miei figli   | Camilla         | Canale 5 | Canale 5 | 2 episodios  | Miniserie de televisión dirigida por Luigi Perelli                           |
| 2006-2007 | Nati ieri               | Martina         | Canale 5 | Rete 4   |              | Serie de televisión dirigida por Carmine Elia, Paolo Genovese y Luca Miniero |
| 2008-2011 | Tutti pazzi per amore   | Cristina Giorgi | Rai 1    | Rai 1    | 74 episodios | Serie de televisión dirigida por Riccardo Milani y Laura Muscardin           |
| 2022      | Din Don - Bianco Natale | Luna            | Italia 1 | Italia 1 |              | Película para televisión dirigida por Paolo Geremei                          |

### Web TV
| Año  | Título    | Episodios                                 | Notas                                   |
| ---- | --------- | ----------------------------------------- | --------------------------------------- |
| 2012 | Youtuber$ | Episodio 1x05: Trick Or Tuber$ - Parte II | Serie web dirigida por Daniele Barbiero |

## Teatro
| Año       | Título              | Personaje | Director                | Teatro                            |
| --------- | ------------------- | --------- | ----------------------- | --------------------------------- |
| 2012-2013 | Occidente solitario | Mary      | Juan Diego Puerta López | Teatro della Pergola de Florencia |

## Programas de televisión
| Año       | Título                | Cadeña   | Role        |
| --------- | --------------------- | -------- | ----------- |
| 2022-2023 | Grande Fratello VIP 7 | Canale 5 | Concursante |

## Premios y reconocimientos
| Año  | Premio                               | Categoría                             | Trabajo               | Resultado | Notas  |
| ---- | ------------------------------------ | ------------------------------------- | --------------------- | --------- | ------ |
| 2010 | Gran Premio Corallo Ciudad de Alguer | Mejor actriz de reparto de televisión | Tutti pazzi per amore | Ganadora  | [ 14 ] |
| 2013 | Premio de la Academia de la Juventud | Premio de la Academia de la Juventud  |                       | Ganadora  |        |